# Allgemeine Zeitung (Coesfeld)

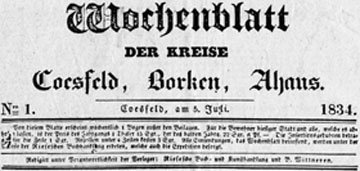
Titel des Wochenblatts der Kreise Coesfeld, Borken, Ahaus von 1834

Die Allgemeine Zeitung ist eine deutsche Tageszeitung. Sie erscheint im Verlag J. Fleißig in Coesfeld und Rosendahl.

## Geschichte
1834 wurde die Allgemeine Zeitung (AZ Coesfeld) gegründet. Am 5. Juli erschien die erste Nummer des Wochenblattes der Kreise Coesfeld, Borken, Ahaus als Vorläufer der AZ. Bekanntmachungen und unpolitische Berichte bestimmten überwiegend den Inhalt des Wochenblattes, das seit 1841 nur noch für die Kreise Coesfeld und Ahaus zuständig war. Die Zensur im Vormärz wurde vom Schuldirektor des Nepomucenums, Bernhard Sökeland, im Auftrag der königlich-preußischen Verwaltung in Münster ausgeübt.  Den Zusatz Coesfelder Kreisblatt erhielt das Wochenblatt 1859. Zwanzig Jahre später wurde das Blatt zu einer politischen Zeitung neugestaltet: Allgemeine Zeitung – Anzeiger für Coesfeld und Ahaus. Der Titel Coesfelder Kreisblatt wurde beibehalten.
1889 wurden der Vredener Anzeiger, das Stadtlohner Volksblatt und die Gescherer Zeitung mit dem Coesfelder Kreisblatt zusammengeschlossen. Das Coesfelder Kreisblatt erschien dreimal wöchentlich. 1906 wurde die erste Setzmaschine installiert, 1910 erschien die AZ erstmals viermal wöchentlich.
Maßgeblich beteiligt war der Verlag J. Fleißig 1922 bei der Gründung der Zeno-Zeitungsverlagsgesellschaft Nordwestdeutschland mbH in Münster. Dabei handelt es sich um einen Zusammenschluss münsterländischer Verleger mit dem Ziel einer gemeinsamen Mantelherstellung und eines gemeinsamen Drucks. Die lokale Selbstständigkeit der zwölf Gründerverlage soll erhalten bleiben. Die überregionalen Seiten bezieht die Zeitung von den Westfälischen Nachrichten in Münster.
Aus der „Allgemeinen Zeitung Coesfeld“ (Anfang April 1933): „... Als Gegenwehr gegen eine verantwortungslose ausländische Greuelpropaganda wurden vor den jüdischen Geschäftshäusern SA-Posten aufgestellt, um einen Gegenboykott zu organisieren. Die Maßnahme dauerte mehrere Tage.“
1972 kaufte der Verlag den Billerbecker Anzeiger in Billerbeck und Darup (Gemeinde Nottuln) sowie die Gescherer Zeitung in Gescher. Der Verlag hatte den 1874 gegründeten Billerbecker Anzeiger bereits seit 1949 redaktionell betreut. Bis 1979 wurde die Zeitung im Bleisatz produziert, der durch den Fotosatz abgelöst wurde.
Die Allgemeine Zeitung erscheint in Coesfeld und Rosendahl, der Billerbecker Anzeiger in Billerbeck und Darup (Gemeinde Nottuln) und die Gescherer Zeitung in Gescher.
Geschäftsführung: Nina Ross und Detlev Ross.
Seit 2015 erscheinen alle Titel auch als ePaper und mit eigener App.

## Auflage
Die Allgemeine Zeitung hat wie die meisten deutschen Tageszeitungen in den vergangenen Jahren an Auflage eingebüßt. Die verkaufte Auflage ist in den vergangenen 10 Jahren um durchschnittlich 1,9 % pro Jahr gesunken. Im vergangenen Jahr hat sie um 2,9 % abgenommen. Sie beträgt gegenwärtig 14.254 Exemplare. Der Anteil der Abonnements an der verkauften Auflage liegt bei 94,3 Prozent.
| 1998  | 1999  | 2000  | 2001  | 2002  | 2003  | 2004  | 2005  | 2006  | 2007  | 2008  | 2009  | 2010  | 2011  | 2012  | 2013  | 2014  | 2015  | 2016  | 2017  | 2018  | 2019  | 2020  | 2021  | 2022  | 2023  | 2024  |
| ----- | ----- | ----- | ----- | ----- | ----- | ----- | ----- | ----- | ----- | ----- | ----- | ----- | ----- | ----- | ----- | ----- | ----- | ----- | ----- | ----- | ----- | ----- | ----- | ----- | ----- | ----- |
| 18072 | 18205 | 18192 | 18266 | 18705 | 18658 | 18584 | 18470 | 18307 | 18264 | 18060 | 17923 | 17776 | 17568 | 17402 | 17320 | 17187 | 17007 | 16753 | 16491 | 16206 | 15882 | 15791 | 15657 | 15229 | 14681 | 14254 |

## Bekannte Redakteure
Von 1924 bis 1935 war Edmund Pesch Redakteur der Zeitung.